# Benoît Dellac
 (février 2018).
Si vous disposez d'ouvrages ou d'articles de référence ou si vous connaissez des sites web de qualité traitant du thème abordé ici, merci de compléter l'article en donnant les références utiles à sa vérifiabilité et en les liant à la section « Notes et références ».
Benoît Dellac, né en 1982 près de Toulouse, est un dessinateur français de bandes dessinées.

## Biographie
Il intègre en 2004 l’École d'arts graphiques Pivaut à Nantes, qu'il quitte après deux ans et demi de cours. En 2008, Jean-Paul Bordier lui permet de rencontrer Thierry Gloris qui lui propose de collaborer avec lui. C'est ainsi qu'il publie avec celui-ci en août 2009 le premier album de la série Missi Dominici. C'est ensuite Nicolas Jarry qui lui propose l'adaptation en bande dessinée de la série des Princes d'Ambre de Roger Zelazny,.

## Œuvres
- Missi Dominici, avec Thierry Gloris (scénario) et Anouk Perusse-Bell (couleurs), Vents d'Ouest[3]

1. Livre Premier : Infant Zodiacal, 2009
2. Livre Second : Mort , 2010
3. Livre Troisième : Jelami, 2012

Intégrale, 2013
- Les Princes d'Ambre, avec Nicolas Jarry (scénario, d'après la série de romans Cycle des Princes d'Ambre de Roger Zelazny), Anouk Perusse-Bell (couleurs) et Alberto Varanda (couverture), Soleil Productions collection Cherche Futurs[4],[5]

1. L'Ombre Terre, 2010
2. L'Aveugle et le fou, 2011

- Mary Kingsley : La montagne des dieux, collectif, Glénat, 2012[6]

- L'Homme de l'année, avec Jean-Pierre Pécau (scénario), Delcourt Collection Histoire & Histoires[7]

1. 1871, avec Thorn (couleurs), Manchu (couverture), 2014
2. 1848, avec Morgann Tanco (couleurs), Manchu et Fred Blanchard (couverture), 2015

- Le Cinquième évangile, avec Jean-Luc Istin (scénario) et Élodie Jacquemoire (couleurs), Soleil Productions[8]

1. Révélation, 2014

- Lignes de front, avec Jean-Pierre Pécau (scénario), Jean-Paul Fernandez (couleurs), Manchu et Pierre Loyvet (couverture), Delcourt, collection Histoire & Histoires[9]

1. Le Vol de l'aigle, 2014
2. Le Paradis des chasseurs, 2015
3. Derniers combats, 2016

- Isaac Happle et la théorie corpus solaire, Dellac / Micaleff, auto-édition, 2017

- Sonora, avec Jean-Pierre Pécau (scénario), Scarlett (couleurs), Vianney Jalin (lettrage) et Nicolas Siner (couverture), Delcourt collection Neopolis[10]

1. La Vengeance, 2017
2. Lola Montez, 2018